# Sylvietta philippae
Sylvietta philippae é uma espécie de ave da família Macrosphenidae.
Pode ser encontrada nos seguintes países: Etiópia e Somália.
Os seus habitats naturais são: savanas áridas.